# 2025 a filmművészetben
2025 a filmművészetben a 2025-ös év fontosabb filmes eseményeit tartalmazza az alábbiak szerint:

## Filmbemutatók Magyarországon

### Január
| Dátum | Magyar cím                   | Eredeti cím               | Filmstúdió                 | Rendező              | Főszereplők |
| ----- | ---------------------------- | ------------------------- | -------------------------- | -------------------- | --- |
| 2.    | Bekövet a halál              | Don't Watch!              | Samuel Goldwyn Films       | Abel Danan           | Marilou Aussilloux, Ouidad Elma, Alix Gavoille, Lea Julian, Naël Malassagne, Joy Rieger |
| 2.    | Maria                        | Maria                     | StudioCanal                | Pablo Larraín        | Angelina Jolie, Pierfrancesco Favino, Alba Rohrwacher, Haluk Bilginer, Kodi Smit-McPhee |
| 2.    | Miénk lesz a holnap          | C’è ancora domani         | Vision Distribution        | Paola Cortellesi     | Paola Cortellesi, Valerio Mastandrea, Romana Maggiora Vergano, Emanuela Fanelli, Giorgio Colangeli, Vinicio Marchioni                                                                             |
| 2.    | Nosferatu                    | Nosferatu                 | Focus Features             | Robert Eggers        | Bill Skarsgård, Nicholas Hoult, Lily-Rose Depp, Aaron Taylor-Johnson, Emma Corrin, Willem Dafoe                                                                                                   |
| 2.    | Vilma és a férfiak           | Tre menn til Vilma        | Nordisk Filmdistritution   | Charlotte Blom       | Kjersti Dalseide, Ole Christoffer Ertvaag, Tobias Santelmann, Henriette Steenstrup, Metin Niazi                                                                                                   |
| 2.    | Woodwalkers                  | Woodwalkers               | StudioCanal                | Damian John Harper   | Emile Chérif, Oliver Masucci, Martina Gedeck, Lilli Falk, Johan von Ehrlich |
| 9.    | Családi terápia              | Jamais sans mon psy       | UGC Distribution           | Arnaud Lemort        | Christian Clavier, Baptiste Lecaplain, Claire Chust, Cristiana Reali, Rayane Bensetti |
| 9.    | Egy csiga emlékiratai        | Memoir of a Snail         | Madman Entertainment       | Adam Elliot          | Sarah Snook, Kodi Smit-McPhee, Eric Bana, Magda Szubanski, Dominique Pinon, Tony Armstrong, Paul Capsis, Bernie Clifford, Davey Thompson, Charlotte Belsey, Mason Litsos, Nick Cave, Jacki Weaver |
| 9.    | Gengszterzsaruk: Pantera     | Den of Thieves 2: Pantera | Lions Gate Entertainment   | Christian Gudegast   | Gerard Butler, O’Shea Jackson Jr., Evin Ahmad, Salvatore Esposito, Meadow Williams, Swen Temmel                                                                                                   |
| 16.   | Csak lélegezz                | Aire, Just Breathe        | Producciones Linea Espiral | Leticia Tonos        | Jalsen Santana, Sophie Gaëlle, Paz Vega, Camila Cosio |
| 16.   | Farkasember                  | The Wolf Man              | Universal Pictures         | Leigh Whannell       | Christopher Abbott, Julia Garner, Matilda Firth, Sam Jaeger, Benedict Hardie, Ben Prendergast, Zac Chandler, Beatriz Romilly, Milo Cawthorne                                                      |
| 16.   | Határtalanul                 | Den grænseløse            | Nordisk Film Production    | Ole Christian Madsen | Ulrich Thomsen, Sofie Torp, Afshin Firouzi, Hedda Stiernstedt, Joachim Fjelstrup |
| 16.   | Szerethető                   | Elskling                  | Nordisk Film Production    | Lilja Ingolfsdottir  | Oddgeir Thune, Kyrre Haugen Sydness, Helga Guren, Maja Tothammer-Hruza, Heidi Gjermundsen |
| 16.   | Véletlenül írtam egy könyvet | –                         | JUNO11 Pictures            | Lakos Nóra           | Demeter Villő, Mátray László, Rujder Vivien, Zsurzs Kati, Tenki Réka |
| 23.   | A brutalista                 | The Brutalist             | Universal Pictures         | Brady Corbet         | Adrien Brody, Felicity Jones, Guy Pearce, Joe Alwyn, Raffey Cassidy, Stacy Martin, Emma Laird, Isaach de Bankolé, Alessandro Nivola                                                               |
| 23.   | A vörös sziget               | L’île rouge               | Memento Distribution       | Robin Campillo       | Nadia Tereszkiewicz, Quim Gutiérrez, Charlie Vauselle, Amely Rakotoarimalala, Hugues Delamarlière, Sophie Guillemin, David Serero                                                                 |
| 23.   | Paddington Peruban           | Paddington in Peru        | StudioCanal                | Dougal Wilson        | Hugh Bonneville, Emily Mortimer, Julie Walters, Jim Broadbent, Carla Tous, Olivia Colman, Antonio Banderas, Ben Whishaw                                                                           |
| 23.   | Szicíliai randevú            | Fino alla fine            | 01 Distribution            | Gabriele Muccino     | Elena Kampouris, Saul Nanni, Lorenzo Richelmy, Enrico Inserra, Francesco Garilli |
| 23.   | Éretlenségi                  | Bis Repetita              | Le Pacte                   | Émilie Noblet        | Louise Bourgoin, Xavier Lacaille, Xavier Lacaille, Francesco Montanari, Noémie Lvovsky |
| 30.   | A szent füge magja           | Danaye anjir-e moabad     | Arte France Cinéma         | Mohammad Rasoulof    | Soheila Golestani, Missagh Zareh, Mahsa Rostami, Setareh Maleki, Niousha Akhshi, Amineh Arani |
| 30.   | Dahomey – Kik vagyunk?       | Dahomey                   | Les Films du Losange       | Mati Diop            | – |
| 30.   | Jókislány                    | Babygirl                  | A24                        | Halina Reijn         | Nicole Kidman, Harris Dickinson, Sophie Wilde, Antonio Banderas, Esther McGregor |
| 30.   | Társ                         | Companion                 | Warner Bros. Pictures      | Drew Hancock         | Sophie Thatcher, Jack Quaid, Lukas Gage, Megan Suri, Harvey Guillén, Rupert Friend |
| 30.   | Élőhalottak                  | Handtering av udöde       | Nordisk Film               | Thea Hvistendahl     | Renate Reinsve, Bjørn Sundquist, Bente Børsum, Anders Danielsen Lie, Bahar Pars, Inesa Dauksta |

### Február
| Dátum | Magyar cím                               | Eredeti cím                          | Filmstúdió              | Rendező                 | Főszereplők |
| ----- | ---------------------------------------- | ------------------------------------ | ----------------------- | ----------------------- | --- |
| 6.    | A szerelem fáj                           | Love Hurts                           | Universal Pictures      | Jonathan Eusebio        | Ke Huy Quan, Ariana DeBose, Daniel Wu, Marshawn Lynch, Mustafa Shakir, Lio Tipton, Rhys Darby, André Eriksen, Sean Astin                                  |
| 6.    | Emma és a halálfejes lepke               | –                                    | Filmsquad               | Iveta Grófová           | Borbély Alexandra, Milan Ondrík, Bandor Éva, Ján Mistrík, Florentín Groll                                                                                 |
| 6.    | Emmanuelle                               | Emmanuelle                           | Pathé                   | Audrey Diwan            | Noémie Merlant, Will Sharpe, Jamie Campbell Bower, Chacha Huang, Anthony Wong, Naomi Watts                                                                |
| 6.    | Jelenlét                                 | Presence                             | Neon                    | Steven Soderbergh       | Lucy Liu, Julia Fox, Chris Sullivan, Callina Liang, Lucas Papaelias                                                                                       |
| 6.    | Limonov, a ballada                       | Limonov: The Ballad                  | Pathé                   | Kirill Serebrennikov    | Ben Whishaw, Viktoria Miroshnichenko, Tomas Arana, Corrado Invernizzi, Evgeniy Mironov                                                                    |
| 6.    | Minden, ami fénynek tűnik                | All We Imagine as Light              | Spirit Media            | Payal Kapadia           | Kani Kusruti, Divya Prabha, Chhaya Kadam, Hridhu Haroon, Azees Nedumangad                                                                                 |
| 6.    | Sehol se otthon                          | A Complete Unknown                   | Searchlight Pictures    | James Mangold           | Timothée Chalamet, Edward Norton, Elle Fanning, Monica Barbaro, Boyd Holbrook, Dan Fogler, Norbert Leo Butz, Scoot McNairy                                |
| 6.    | Áradás                                   | Straume                              | UFO Distribution        | Gints Zilbalodis        | |
| 13.   | A nyár utolsó napja                      | Volveréis                            | Elastica                | Jonás Trueba            | Itsaso Arana, Vito Sanz, Fernando Trueba, Jon Viar, Andrés Gertrúdix                                                                                      |
| 13.   | A tanár, aki a tengert ígérte            | El mestre que va prometre el mar     | Filmax                  | Patricia Font           | Enric Auquer, Laia Costa, Luisa Gavasa, Gael Aparicio, Alba Hermoso                                                                                       |
| 13.   | Amerika Kapitány: Szép új világ          | Captain America: Brave New World     | The Walt Disney Studios | Julius Onah             | Anthony Mackie, Danny Ramirez, Shira Haas, Carl Lumbly, Xosha Roquemore, Jóhannes Haukur Jóhannesson, Giancarlo Esposito, Tim Blake Nelson, Harrison Ford |
| 13.   | Bridget Jones: Bolondulásig              | Bridget Jones: Mad About the Boy     | Universal Pictures      | Michael Morris          | Renée Zellweger, Chiwetel Ejiofor, Leo Woodall, Colin Firth, Hugh Grant                                                                                   |
| 13.   | Sünvadászat                              | –                                    | Mozinet                 | Schwechtje Mihály       | Polgár Csaba, Mari Dorottya, Jakab Juli |
| 13.   | Éjféli játszma – Mindörökké démonok      | Nattevagten - Dæmoner går i arv      | Nordisk Film Production | Ole Bornedal            | Fanny Leander Bornedal, Paprika Steen, Nikolaj Coster-Waldau, Kim Bodnia, Alex Høgh Andersen                                                              |
| 20.   | A birodalom                              | L’empire                             | RTBF                    | Bruno Dumont            | Lyna Khoudri, Anamaria Vartolomei, Camille Cottin, Fabrice Luchini, Brandon Vlieghe                                                                       |
| 20.   | Mágikus állatok iskolája – Az erdő napja | Die Schule der magischen Tiere 3     | Lightburst Pictures     | Sven Unterwaldt         | Emilia Maier, Loris Sichrovsky, Emilia Pieske, Luis Vorbach, Lilith Johna                                                                                 |
| 20.   | Rosszfiúk: Füllentések és alibik         | The Bad Guys: Little Lies and Alibis | Universal Pictures      | Pierre Perifel, JP Sans | Sam Rockwell, Marc Maron, Awkwafina, Craig Robinson, Anthony Ramos                                                                                        |
| 20.   | Szeptember 5.                            | September 5                          | Paramount Pictures      | Tim Fehlbaum            | Peter Sarsgaard, John Magaro, Ben Chaplin, Leonie Benesch, Zinedine Soualem                                                                               |
| 20.   | Szeretetreméltók                         | Un p’tit truc en plus                | Pan Distribution        | Artus                   | Artus, Clovis Cornillac, Alice Belaïdi, Marc Riso, Céline Groussard                                                                                       |
| 20.   | Szimat naplója                           | Dog Man                              | Universal Pictures      | Peter Hastings          | Pete Davidson, Lil Rel Howery, Isla Fisher, Poppy Liu, Stephen Root, Billy Boyd, Ricky Gervais                                                            |
| 27.   | A majom                                  | The Monkey                           | Neon                    | Osgood Perkins          | Theo James, Tatiana Maslany, Elijah Wood, Christian Convery, Colin O’Brien, Rohan Campbell, Sarah Levy                                                    |
| 27.   | Emilia Pérez                             | Emilia Pérez                         | Pathé                   | Jacques Audiard         | Zoë Saldana, Karla Sofía Gascón, Selena Gomez, Adriana Paz, Mark Ivanir, Édgar Ramírez                                                                    |
| 27.   | Riefenstahl                              | Riefenstahl                          | Vincent Productions     | Andres Veiel            | Ulrich Noethen (narrátor) |
| 27.   | Rokonszenvedés                           | A Real Pain                          | Searchlight Pictures    | Jesse Eisenberg         | Jesse Eisenberg, Kieran Culkin, Will Sharpe, Jennifer Grey, Kurt Egyiawan, Liza Sadovy, Daniel Oreskes                                                    |

### Március
| Dátum | Magyar cím                   | Eredeti cím                   | Filmstúdió                         | Rendező                              | Főszereplők                                                                                              |
| ----- | ---------------------------- | ----------------------------- | ---------------------------------- | ------------------------------------ | --- |
| 6.    | A konyha                     | La Cocina                     | Cinépolis Distribución             | Alonso Ruizpalacios                  | Raúl Briones, Rooney Mara, Anna Diaz, Motell Foster, Ódéd Fehr, Spenser Granese, Soundos Mosbah          |
| 6.    | Andrea szeretete             | El amor de Andrea             | Filmax                             | Manuel Martín Cuenca                 | Lupe Mateo Barredo, Fidel Sierra, Cayetano Rodríguez Anglada, Agustín Domínguez, Irka Lugo, Jesús Ortiz  |
| 6.    | Fekete kutya                 | Gou Zhen                      | The Seventh Art Pictures           | Guan Hu                              | Eddie Peng, Tong Liya, Jia Zhangke, Zhou You, Zhang Yi                                                   |
| 6.    | Haláli állatok hajnala       | Night of the Zoopocalypse     | Elevation Pictures                 | Rodrigo Perez-Castro, Ricardo Curtis | Gabbi Kosmidis, Scott Thompson, Paul Sun-Hyung Lee, David Harbour, Pierre Simpson                        |
| 6.    | Mickey 17                    | Mickey 17                     | Warner Bros. Pictures              | Pong Dzsunho                         | Robert Pattinson, Naomi Ackie, Steven Yeun, Toni Collette, Mark Ruffalo                                  |
| 6.    | Mindörökké tiéd              | Eternal You                   | Film Movement                      | Hans Block, Moritz Riesewieck        | – |
| 6.    | PÁN – A belső sziget         | Soldato Peter                 | Jolefilm                           | Gianfilippo Pedote, Giliano Carli    | Ondina Quadri, Peppe Servillo, Sergio Bini Bustric, Benedetta Barzini, Franz Stefani                     |
| 13.   | Barátnők                     | Trois amies                   | Pyramide Distribution              | Emmanuel Mouret                      | Camille Cottin, Sara Forestier, India Hair, Damien Bonnard                                               |
| 13.   | Marked Men – Tetovált srácok | Marked Men                    | Voltage Pictures                   | Nick Cassavetes                      | Chase Stokes, Sydney Taylor, Alexander Ludwig, Ella Balinska, Natalie Alyn Lind                          |
| 13.   | Szerelem                     | Kjærlighet                    | Viaplay                            | Dag Johan Haugerud                   | Andrea Bræin Hovig, Tayo Cittadella Jacobsen, Thomas Gullestad, Lars Jacob Holm, Marte Engebrigtsen      |
| 13.   | Túlélők                      | Survivre                      | Monkey Pack Films                  | Frédéric Jardin                      | Émilie Dequenne, Andreas Pietschmann, Lisa Delamar, Lucas Ebel, Arben Bajraktaraj                        |
| 20.   | Hamlet: Ian McKellen         | Hamlet                        | BKStudios                          | Sean Mathias                         | Ian McKellen, Ben Allen, Francesca Annis, Frances Barber, William Bozier                                 |
| 20.   | Hófehérke                    | Snow White                    | Walt Disney Pictures               | Marc Webb                            | Rachel Zegler, Andrew Burnap, Gal Gadot, Ansu Kabia, Dujonna Gift                                        |
| 20.   | Minden rendben               | –                             | CineSuper                          | Sós Bálint Dániel                    | Hajdu Szabolcs, Sáfrány Ágoston, Hay Anna, Friedenthál Zoltán, Kerkay Rita                               |
| 20.   | Én még itt vagyok            | Ainda Estou Aqui              | Sony Pictures Motion Picture Group | Walter Salles                        | Fernanda Torres, Selton Mello, Fernanda Montenegro, Guilherme Silveira, Antonio Saboia                   |
| 27.   | A melós                      | A Working Man                 | Amazon MGM Studios                 | David Ayer                           | Jason Statham, David Harbour, Michael Peña, Jason Flemyng, Arianna Rivas                                 |
| 27.   | Az isteni Sarah Bernhardt    | Sarah Bernhardt, la divine    | Canal+                             | Guillaume Nicloux                    | Sandrine Kiberlain, Laurent Lafitte, Amira Casar, Pauline Etienne, Mathilde Ollivier                     |
| 27.   | Barbárok a szomszédban       | Les Barbares                  | Le Pacte                           | Julie Delpy                          | Julie Delpy, Sandrine Kiberlain, Laurent Lafitte, Ziad Bakri, Jean-Charles Clichet                       |
| 27.   | Bird                         | Bird                          | Mubi                               | Andrea Arnold                        | Nykiya Adams, Barry Keoghan, Franz Rogowski, Jason Buda, Jasmine Jobson, Frankie Box, James Nelson-Joyce |
| 27.   | John Vardar vs a galaxis     | Jon Vardar protiv Galaksijata | Lynx Animation Studios             | Goce Cvetanovski                     | Zarko Dimoski, Damjan Cvetanovski, Lynx Animation Studios                                                |

### Április
| Dátum | Magyar cím                                     | Eredeti cím                        | Filmstúdió              | Rendező                            | Főszereplők |
| ----- | ---------------------------------------------- | ---------------------------------- | ----------------------- | ---------------------------------- | --- |
| 3.    | Boldogok a sajtkészítők                        | Vingt dieux                        | Pyramide Distribution   | Louise Courvoisier                 | Clément Faveau, Maiwenne Barthelemy, Luna Garret, Mathis Bertrand, Dimitry Baudry                                                                                     |
| 3.    | Bámulatosak                                    | Prodigieuses                       | Jerico                  | Frédéric Potier, Valentin Potier   | Camille Razat, Mélanie Robert, Franck Dubosc, Isabelle Carré, August Wittgenstein                                                                                     |
| 3.    | Egy Minecraft film                             | A Minecraft Movie                  | Warner Bros. Pictures   | Jared Hess                         | Jason Momoa, Jack Black, Danielle Brooks, Emma Myers, Sebastian Hansen                                                                                                |
| 3.    | Fekete táska                                   | Black Bag                          | Focus Features          | Steven Soderbergh                  | Cate Blanchett, Michael Fassbender, Marisa Abela, Tom Burke, Naomie Harris, Regé-Jean Page, Pierce Brosnan                                                            |
| 10.   | A legértékesebb áru                            | La plus précieuse des marchandises | StudioCanal             | Michel Hazanavicius                | Jean-Louis Trintignant, Dominique Blanc, Grégory Gadebois, Denis Podalydès                                                                                            |
| 10.   | Az amatőr                                      | The Amateur                        | 20th Century Studios    | James Hawes                        | Rami Malek, Rachel Brosnahan, Caitríona Balfe, Jon Bernthal, Michael Stuhlbarg, Holt McCallany, Julianne Nicholson, Adrian Martinez, Danny Sapani, Laurence Fishburne |
| 10.   | Gyilkos randi                                  | Drop                               | Universal Pictures      | Christopher Landon                 | Meghann Fahy, Brandon Sklenar, Violett Beane, Jacob Robinson, Reed Diamond, Gabrielle Ryan, Jeffery Self, Ed Weeks, Travis Nelson                                     |
| 10.   | IRATI: Az Istenek és Szörnyek kora             | Irati                              | Filmax                  | Paul Urkijo Alijo                  | Eneko Sagardoy, Edurne Azkarate, Itziar Ituño, Iñigo Aranbarri, Elena Uriz, Kepa Errasti, Ramon Agirre, Nagore Aranburu, Iñaki Beraetxe, Josu Eguskiza, Unax Hayden   |
| 10.   | Moon a panda                                   | Moon le panda                      | Gaumont                 | Gilles de Maistre                  | Alexandra Lamy, Sylvia Chang, Nina Liu Martane, Noé Liu Martane |
| 10.   | Reménytelenül – József Attila pszichoanalízise | –                                  | Rózsa Film              | Rózsa Gábor                        | Michl Júlia, Sütő András, Márkus Luca, Adányi Alex, Mult István |
| 17.   | Bűnösök                                        | Sinners                            | Warner Bros. Pictures   | Ryan Coogler                       | Michael B. Jordan, Hailee Steinfeld, Miles Caton, Jack O’Connell, Wunmi Mosaku, Jayme Lawson, Omar Benson Miller, Li Jun Li, Delroy Lindo                             |
| 17.   | Csongor és Tünde                               | –                                  | Fórum Hungary           | Máli Csaba                         | Czető Roland, Eke Angéla, Menszátor Magdolna, Szabó Győző, Lamboni Anna                                                                                               |
| 17.   | Felfüggesztett idő                             | Hors du temps                      | Ad Vitam                | Olivier Assayas                    | Vincent Macaigne, Micha Lescot, Nora Hamzawi, Nine d’Urso, Maud Wyler                                                                                                 |
| 17.   | Jim története                                  | Le Roman de Jim                    | Pyramide Distribution   | Arnaud Larrieu, Jean-Marie Larrieu | Karim Leklou, Laetitia Dosch, Sara Giraudeau, Bertrand Belin, Noée Abita                                                                                              |
| 17.   | June és John                                   | June & John                        | EuropaCorp              | Luc Besson                         | Matilda Price, Luke Stanton Eddy, Ryan Shoos, Dean Testerman, Sherry Mattson                                                                                          |
| 17.   | Királyok királya                               | The King of Kings                  | Angel Studios           | Csang Szongho                      | Kenneth Branagh, Uma Thurman, Mark Hamill, Pierce Brosnan, Roman Griffin Davis, Forest Whitaker, Ben Kingsley, Oscar Isaac                                            |
| 17.   | Novokain                                       | Novocaine                          | Paramount Pictures      | Dan Berk, Robert Olsen             | Jack Quaid, Amber Midthunder, Ray Nicholson, Betty Gabriel, Matt Walsh, Jacob Batalon                                                                                 |
| 24.   | A könyvelő 2.                                  | The Accountant 2                   | Metro-Goldwyn-Mayer     | Gavin O’Connor                     | Ben Affleck, Jon Bernthal, Cynthia Addai-Robinson, Daniella Pineda, Allison Robertson, J. K. Simmons                                                                  |
| 24.   | Avilai Szent Teréz megkísértése                | Teresa                             | BTeam Pictures          | Paula Ortiz                        | Blanca Portillo, Asier Etxeandía, Greta Fernández, Ainet Jounou, Luis Bermejo, Cayetano Fernández, Claudia Traisac, Consuelo Trujillo, Urko Olazábal, Julia de Castro |
| 24.   | Csiszolatlan gyémánt                           | Diamant Brut                       | Pyramide Distribution   | Agathe Riedinger                   | Malou Khebizi, Idir Azougli, Andréa Bescond, Ashley Romano, Alexis Manenti                                                                                            |
| 24.   | Julie hallgat                                  | Julie zwijgt                       | Film i Väst             | Leonardo Van Dijl                  | Tessa Van den Broeck, Ruth Becquart, Koen De Bouw, Claire Bodson, Laurent Caron                                                                                       |
| 24.   | Queer                                          | Queer                              | A24                     | Luca Guadagnino                    | Daniel Craig, Drew Starkey, Jason Schwartzman, Henrique Zaga, Lesley Manville                                                                                         |
| 24.   | Until Dawn                                     | Until Dawn                         | Sony Pictures Releasing | David F. Sandberg                  | Ella Rubin, Michael Cimino, Odessa A’zion, Ji-young Yoo, Belmont Cameli, Maia Mitchell, Peter Stormare                                                                |

### Május
| Dátum | Magyar cím                               | Eredeti cím                               | Filmstúdió                          | Rendező                      | Főszereplők |
| ----- | ---------------------------------------- | ----------------------------------------- | ----------------------------------- | ---------------------------- | --- |
| 1.    | Diplo, a kis dínó                        | Smok Diplodok                             | PFX                                 | Wojtek Wawszczyk             | Mikolaj Wachowski, Piotr Polak, Malgorzata Kozuchowska, Arkadiusz Jakubik, Filip Kowalewicz                                                                                      |
| 1.    | Elefántos kaland                         | Hitpig!                                   | VVS Films                           | David Feiss, Cinzia Angelini | Jason Sudeikis, Lilly Singh, Rainn Wilson, Anitta, RuPaul, Hannah Gadsby, Charles Adler                                                                                          |
| 1.    | Goebbels, a manipuláció művészete        | Führer und Verführer                      | SWR                                 | Joachim A. Lang              | Robert Stadlober, Fritz Karl, Franziska Weisz, Dominik Maringer, Moritz Führmann                                                                                                 |
| 1.    | Háttérzene államcsínyhez                 | Soundtrack to a Coup d'Etat               | RTBF                                | Johan Grimonprez             | In Koli Jean Bofane, Zap Mama, Patrick Cruise O’Brien |
| 1.    | Mennydörgők*                             | Thunderbolts*                             | Walt Disney Studios Motion Pictures | Jake Schreier                | Florence Pugh, Sebastian Stan, Wyatt Russell, Olga Kurylenko, Lewis Pullman, Geraldine Viswanathan, David Harbour, Hannah John-Kamen, Julia Louis-Dreyfus                        |
| 1.    | Volt egyszer… az anyám                   | Ma mère, Dieu et Sylvie Vartan            | Gaumont                             | Ken Scott                    | Leïla Bekhti, Jonathan Cohen, Sylvie Vartan, Ariane Massenet, Lionel Dray |
| 8.    | A Kárhozott Vidék                        | In the Lost Lands                         | Vertical Entertainment              | Paul W. S. Anderson          | Dave Bautista, Milla Jovovich, Arly Jover, Amara Okereke, Deirdre Mullins |
| 8.    | A hajfonat                               | La Tresse                                 | SND                                 | Laetitia Colombani           | Kim Raver, Fotinì Peluso, Mia Maelzer, Avi Nash, Laetitia Colombani |
| 8.    | A leselkedő                              | Gazer                                     | Metrograph Pictures                 | Ryan J. Sloan                | Ariella Mastroianni, Marcia Debonis, Renee Gagner, Jack Alberts, Tommy Kang |
| 8.    | A végállomás a halál                     | Estación Rocafort                         | Filmax                              | Luis Prieto                  | Natalia Azahara, Javier Gutiérrez, Valèria Sorolla, Albert Baró, Celso Bugallo                                                                                                   |
| 8.    | Az utolsó táncosnő                       | The Last Showgirl                         | Roadside Attractions                | Gia Coppola                  | Pamela Anderson, Kiernan Shipka, Brenda Song, Billie Lourd, Dave Bautista, Jamie Lee Curtis                                                                                      |
| 15.   | A szörfös                                | The Surfer                                | Stan                                | Lorcan Finnegan              | Nicolas Cage, Julian McMahon, Nic Cassim, Miranda Tapsell, Alexander Bertrand, Justin Rosniak                                                                                    |
| 15.   | Hurry Up Tomorrow – Az éjszaka határán   | Hurry Up Tomorrow                         | Lionsgate                           | Trey Edward Shults           | The Weeknd, Jenna Ortega, Barry Keoghan, Metro Boomin |
| 15.   | Nem hiszek a szemednek                   | ¿Quién es quién?                          | DeAPlaneta                          | Martín Cuervo                | Elena Irureta, Kira Miró, Salva Reina, Sofía Otero, Martí Cordero, Ana Jara |
| 15.   | Végső állomás: Vérvonalak                | Final Destination: Bloodlines             | Warner Bros. Pictures               | Zach Lipovsky, Adam Stein    | Kaitlyn Santa Juana, Teo Briones, Richard Harmon, Owen Patrick Joyner, Anna Lore, Brec Bassinger, Tony Todd                                                                      |
| 22.   | Grand Tour                               | Grand Tour                                | Vivo Film                           | Miguel Gomes                 | Gonçalo Waddington, Crista Alfaiate, Cláudio da Silva, Lang Khê Tran, Jorge Andrade, João Pedro Vaz, João Pedro Bénard, Teresa Madruga, Joana Bárcia                             |
| 22.   | Köln 75                                  | Köln 75                                   | Alamode Film distribution           | Ido Fluk                     | Mala Emde, John Magaro, Michael Chernus, Alexander Scheer, Ulrich Tukur |
| 22.   | Lilo és Stitch – A csillagkutya          | Lilo & Stitch                             | Walt Disney Pictures                | Dean Fleischer Camp          | Sydney Elizebeth Agudong, Billy Magnussen, Tia Carrere, Hannah Waddingham, Chris Sanders, Courtney B. Vance, Zach Galifianakis, Maia Kealoha                                     |
| 22.   | Mission: Impossible – A végső leszámolás | Mission: Impossible – The Final Reckoning | Paramount Pictures                  | Christopher McQuarrie        | Tom Cruise, Hayley Atwell, Ving Rhames, Simon Pegg, Vanessa Kirby, Esai Morales, Pom Klementieff, Henry Czerny, Angela Bassett                                                   |
| 22.   | Rádió                                    | Vlny                                      | Bontonfilm                          | Jiří Mádl                    | Vojtěch Vodochodský, Vojtěch Kotek, Táňa Pauhofová, Stanislav Majer, Martin Hofmann                                                                                              |
| 29.   | A csúf mostohatestvér                    | Den stygge stesøsteren                    | Zentropa                            | Emilie Blichfeldt            | Lea Myren, Thea Sofie Loch Næss, Ane Dahl Torp, Flo Fagerli, Isac Calmroth, Malte Gårdinger                                                                                      |
| 29.   | A főníciai séma                          | The Phoenician Scheme                     | Focus Features                      | Wes Anderson                 | Benicio del Toro, Mia Threapleton, Michael Cera, Tom Hanks, Bryan Cranston, Riz Ahmed, Mathieu Amalric, Jeffrey Wright, Richard Ayoade, Scarlett Johansson, Benedict Cumberbatch |
| 29.   | Karate kölyök – Legendák                 | Karate Kid: Legends                       | Sony Pictures Releasing             | Jonathan Entwistle           | Jackie Chan, Ralph Macchio, Ben Wang, Joshua Jackson, Sadie Stanley, Ming-Na Wen                                                                                                 |

### Június
| Dátum | Magyar cím               | Eredeti cím                        | Filmstúdió                          | Rendező                                      | Főszereplők |
| ----- | ------------------------ | ---------------------------------- | ----------------------------------- | -------------------------------------------- | --- |
| 5.    | Balerina                 | Ballerina                          | Lionsgate                           | Len Wiseman                                  | Ana de Armas, Anjelica Huston, Gabriel Byrne, Lance Reddick, Norman Reedus, Ian McShane, Keanu Reeves                                                                  |
| 5.    | Jó reggelt, búbánat      | Bonjour Tristesse                  | Elevation Pictures                  | Durga Chew-Bose                              | Lily McInerny, Claes Bang, Nailia Harzoune, Aliocha Schneider, Chloë Sevigny                                                                                           |
| 5.    | Égen-földön Natacha      | Natacha (presque) hôtesse de l'air | TF1 Studio                          | Noémie Saglio                                | Camille Lou, Vincent Dedienne, Didier Bourdon, RuPaul, Elsa Zylberstein, Antoine Gouy                                                                                  |
| 5.    | Óvakodj a bohóctól       | Clown in a Cornfield               | RLJE Films                          | Eli Craig                                    | Katie Douglas, Aaron Abrams, Carson MacCormac, Kevin Durand, Will Sasso                                                                                                |
| 12.   | Pásztorok                | Bergers                            | Avenue B Productions                | Sophie Deraspe                               | Félix-Antoine Duval, Solène Rigot |
| 12.   | Árnyékosztag             | Shadow Force                       | Lionsgate                           | Joe Carnahan                                 | Kerry Washington, Omar Sy, Mark Strong, Da’Vine Joy Randolph, Method Man                                                                                               |
| 12.   | Így neveld a sárkányodat | How to Train Your Dragon           | Universal Pictures                  | Dean DeBlois                                 | Mason Thames, Nico Parker, Gerard Butler, Nick Frost, Julian Dennison, Gabriel Howell, Bronwyn James, Harry Trevaldwyn, Ruth Codd, Peter Serafinowicz, Murray McArthur |
| 19.   | Drágakövek               | Diamanti                           | Vision Distribution                 | Ferzan Özpetek                               | Luisa Ranieri, Jasmine Trinca, Vanessa Scalera, Sara Bosi, Loredana Cannata                                                                                            |
| 19.   | Elio                     | Elio                               | Walt Disney Studios Motion Pictures | Madeline Sharafian, Domee Shi, Adrian Molina | Yonas Kibreab, Zoë Saldana, Remy Edgerly, Brad Garrett, Jameela Jamil, Shirley Henderson, Matthias Schweighöfer, Brandon Moon                                          |
| 19.   | Mennyei zűrzavar         | Anges et Cie                       | Universal Pictures                  | Vladimir Rodionov                            | Élodie Fontan, Romain Lancry, Julien Pestel, Shirine Boutella, François Berléand                                                                                       |
| 26.   | Egy nyár Párizsban       | Le rendez-vous de l'été            | New Story                           | Valentine Cadic                              | Blandine Madec, India Hair, Arcadi Radeff, Matthias Jacquin, Lou Deleuze                                                                                               |
| 26.   | F1 – A film              | F1                                 | Warner Bros. Pictures               | Joseph Kosinski                              | Brad Pitt, Damson Idris, Kerry Condon, Tobias Menzies, Kim Bodnia, Javier Bardem                                                                                       |
| 26.   | Ha megérkezik az ősz     | Quand vient l'automne              | France 2 Cinéma                     | François Ozon                                | Josiane Balasko, Garlan Erlos, Hélène Vincent, Ludivine Sagnier, Pierre Lottin                                                                                         |
| 26.   | M3GAN 2.0                | M3GAN 2.0                          | Universal Pictures                  | Gerard Johnstone                             | Allison Williams, Violet McGraw, Brian Jordan Alvarez, Jen Van Epps, Amie Donald, Jenna Davis, Ivanna Sakhno, Aristotle Athari, Timm Sharp, Jemaine Clement            |

### Július
| Dátum | Magyar cím                             | Eredeti cím                            | Filmstúdió                          | Rendező                                         | Főszereplők |
| ----- | -------------------------------------- | -------------------------------------- | ----------------------------------- | ----------------------------------------------- | --- |
| 3.    | A sötétség szelleme                    | Ur mörkret                             | Cinecct Sweden                      | Philip W. da Silva                              | Oscar Skagerberg, Rakel Benér, Peter Mörlin, Archana Khanna, Amanda Kilpeläinen Arvidsson |
| 3.    | 28 évvel később                        | 28 Years Later                         | Sony Pictures Releasing             | Danny Boyle                                     | Jodie Comer, Aaron Taylor-Johnson, Ralph Fiennes, Jack O’Connell, Erin Kellyman |
| 3.    | Jurassic World: Újjászületés           | Jurassic World Rebirth                 | Universal Pictures                  | Gareth Edwards                                  | Scarlett Johansson, Mahershala Ali, Jonathan Bailey, Rupert Friend, Manuel Garcia-Rulfo |
| 3.    | Oxana                                  | Oxana                                  | Diaphana Distribution               | Charlène Favier                                 | Albina Korzh, Maryna Koshkina, Lada Korovai, Oksana Zhdanova, Yoann Zimmer |
| 3.    | Tűz a tengerparton                     | Casa en flames                         | Atresmedia Cine                     | Dani de la Orden                                | Emma Vilarasau, Enric Auquer, Maria Rodríguez Soto, Alberto San Juan, Clara Segura, José Pérez-Ocaña, Macarena García |
| 3.    | Vágtázó lovakról                       | On Swift Horses                        | Sony Pictures Classics              | Daniel Minahan                                  | Daisy Edgar-Jones, Jacob Elordi, Will Poulter, Diego Calva, Sasha Calle |
| 10.   | A végső rítus                          | The Ritual                             | XYZ Films                           | David Midell                                    | Al Pacino, Dan Stevens, Ashley Greene, Abigail Cowen, María Camila Giraldo, Meadow Williams, Patrick Fabian, Patricia Heaton |
| 10.   | Balhés nyaralás                        | On aurait dû aller en Grèce            | Moonlight Films Distribution        | Nicolas Benamou                                 | Gérard Jugnot, Virginie Hocq, Claudia Bacos, Michel Ferracci, Charlotte Gabris |
| 10.   | Spermageddon                           | Spermageddon                           | SF Studios                          | Tommy Wirkola, Rasmus A. Sivertsen              | Aksel Hennie, Mathilde Storm, Nasrin Khusrawi, Christian Mikkelsen, Bjørn Sundquist, Christian Rubeck |
| 10.   | Superman                               | Superman                               | Warner Bros. Pictures               | James Gunn                                      | David Corenswet, Rachel Brosnahan, Nicholas Hoult, Edi Gathegi, Anthony Carrigan, Nathan Fillion, Isabela Merced |
| 17.   | A hupikék törpikék                     | Smurfs                                 | Paramount Pictures                  | Chris Miller                                    | Rihanna, James Corden, Nick Offerman, J. P. Karliak, Daniel Levy, Amy Sedaris, Natasha Lyonne, Sandra Oh, Jimmy Kimmel, Octavia Spencer, Nick Kroll, Hannah Waddingham, Alex Winter, Maya Erskine, Billie Lourd, Xolo Maridueña, Kurt Russell, John Goodman |
| 17.   | Az avignoni szerelmesek                | Avignon                                | Warner Bros.                        | Johann Dionnet                                  | Baptiste Lecaplain, Alison Wheeler, Lyès Salem, Elisa Erka, Rudy Milstein |
| 17.   | Az ismeretlenbe                        | To a Land Unknown                      | Watermelon Pictures                 | Mahdi Fleifel                                   | Mahmood Bakri, Aram Sabbagh, Angeliki Papoulia, Mohammad Alsurafa, Mouataz Alshaltouh, Mohammad Ghassan, Mondher Rayahneh |
| 17.   | Násznaposok                            | Bride Hard                             | Magenta Light Studios               | Simon West                                      | Rebel Wilson, Anna Camp, Anna Chlumsky, Da’Vine Joy Randolph, Gigi Zumbado, Stephen Dorff, Justin Hartley |
| 17.   | Tudom, mit tettél tavaly nyáron        | I Know What You Did Last Summer        | Sony Pictures Releasing             | Jennifer Kaytin Robinson                        | Madelyn Cline, Chase Sui Wonders, Jonah Hauer-King, Tyriq Withers, Sarah Pidgeon, Billy Campbell, Gabbriette Bechtel, Austin Nichols, Freddie Prinze Jr., Jennifer Love Hewitt                                                                              |
| 24.   | A Fantasztikus 4-es: Első lépések      | The Fantastic Four: First Steps        | Walt Disney Studios Motion Pictures | Matt Shakman                                    | Pedro Pascal, Vanessa Kirby, Ebon Moss-Bachrach, Joseph Quinn, John Malkovich, Julia Garner, Paul Walter Hauser, Ralph Ineson |
| 24.   | A hiányzó részem                       | Une part manquante                     | Haut et Court                       | Guillaume Senez                                 | Romain Duris, Judith Chemla, Mei Cirne-Masuki, Tsuyu, Shungiku Uchida, Yumi Narita, Patrick Descamps, Shinnosuke Abe |
| 24.   | Kardfog kapitány és a kalózmentő akció | Kaptein Sabeltann og Grevinnen av Gral | Qvisten Animation                   | Are Austnes, Yaprak Morali, Rasmus A. Sivertsen | Kyrre Haugen Sydness, Sienna Rosie Schei, David Leander Helgor, Lisa Stokke, Håvard Bakke |
| 24.   | Kyuka – Mielőtt véget ér a nyár        | Kyuka: Before Summer's End             | Heretic                             | Gerard Johnstone                                | Kostis Charamountanis, Simeon Tsakiris, Konstantinos Georgopoulos, Elsa Lekakou, Elena Topalidou, Stathis Apostolou |
| 31.   | A szerelem sosem késő                  | Aimons-nous vivants                    | Indie Sales                         | Jean-Pierre Améris                              | Valérie Lemercier, Gérard Darmon, Patrick Timsit, Alice de Lencquesaing, Aurélien Cavagna |
| 31.   | Gaucho Gaucho                          | Gaucho Gaucho                          | Impact Partners                     | Michael Dweck, Gregory Kershaw                  | – |
| 31.   | Hozd vissza őt                         | Bring Her Back                         | Stage 6 Films                       | Danny Philippou, Michael Philippou              | Billy Barratt, Sora Wong, Jonah Wren Phillips, Sally Hawkins, Sally-Anne Upton |
| 31.   | A rosszfiúk 2.                         | The Bad Guys 2                         | Universal Pictures                  | Pierre Perifel                                  | Sam Rockwell, Marc Maron, Craig Robinson, Anthony Ramos, Awkwafina, Danielle Brooks, Natasha Lyonne, Marija Bakalova, Zazie Beetz, Richard Ayoade, Lilly Singh, Alex Borstein                                                                               |

### Augusztus
| Dátum | Magyar cím                                  | Eredeti cím                | Filmstúdió                          | Rendező               | Főszereplők |
| ----- | ------------------------------------------- | -------------------------- | ----------------------------------- | --------------------- | --- |
| 7.    | Csupasz pisztoly                            | The Naked Gun              | Paramount Pictures                  | Akiva Schaffer        | Liam Neeson, Pamela Anderson, Paul Walter Hauser, Kevin Durand, Danny Huston                                                                |
| 7.    | Fegyverek                                   | Weapons                    | Warner Bros. Pictures               | Zach Cregger          | Josh Brolin, Julia Garner, Alden Ehrenreich, Austin Abrams, Cary Christopher, Benedict Wong, Amy Madigan                                    |
| 7.    | Jane Austen tette tönkre az életemet        | Jane Austen a gâché ma vie | Paname Distribution                 | Laura Piani           | Camille Rutherford, Pablo Pauly, Charlie Anson, Liz Crowther, Alan Fairbarn                                                                 |
| 7.    | Már megint nem férek a bőrödbe              | Freakier Friday            | Walt Disney Studios Motion Pictures | Nisha Ganatra         | Jamie Lee Curtis, Lindsay Lohan, Julia Butters, Sophia Hammons, Manny Jacinto, Mark Harmon                                                  |
| 14.   | Bogyó és Babóca 7. – Mesék a pöttyös házból | –                          | KEDD Animációs Stúdió               | Fazakas Kinga         | Pogány Judit (mesélő) |
| 14.   | Egérfutam                                   | Grand Prix of Europe       | Warner Bros. Pictures               | Nicolas Benamou       | Thomas Brodie-Sangster, Gemma Arterton, Hayley Atwell, Lenny Henry, Rob Beckett                                                             |
| 14.   | Kitörés előtt                               | Pod wulkanem               | SF Studios                          | Damian KocurSivertsen | Sofiia Berezovska, Roman Lutskyi, Anastasiia Karpenko, Fedir Pugachov                                                                       |
| 14.   | Siket                                       | Sorda                      | A Contracorriente Films             | Eva Libertad          | Miriam Garlo, Álvaro Cervantes, Elena Irureta, Joaquín Notario                                                                              |
| 14.   | Szuper bébi                                 | Super-Charlie              | Nordisk Film                        | Jon Holmberg          | Orlando Wahlsteen, Silas Strand, Sven Björklund, Ulla Skoog, Tuva Novotny                                                                   |
| 14.   | Többesélyes szerelem                        | Materialists               | A24                                 | Celine Song           | Dakota Johnson, Chris Evans, Pedro Pascal, Zoë Winters, Marin Ireland                                                                       |
| 14.   | Veszélyes állatok                           | Dangerous Animals          | Shudder                             | Sean Byrne            | Hassie Harrison, Josh Heuston, Rob Carlton, Ella Newton, Liam Greinke, Jai Courtney                                                         |
| 21.   | Apáca a városban                            | Doux Jésus                 | UGC Distribution                    | Frédéric Quiring      | Marilou Berry, Isabelle Nanty, Barbara Bolotner, Neva Kehouane, Valérie Mairesse                                                            |
| 21.   | Senki 2.                                    | Nobody 2                   | Universal Pictures                  | Timo Tjahjanto        | Bob Odenkirk, Connie Nielsen, John Ortiz, RZA, Colin Hanks, Christopher Lloyd, Sharon Stone                                                 |
| 21.   | Süncsinálta hős                             | Spiked                     | Fabrique d’Images                   | Caroline Origer       | Matthew Goode, Stephen Mangan, Jeff „Swampy” Marsh, John Hollingworth, Jules de Jongh                                                       |
| 28.   | DJ Ahmet                                    | DJ Ahmet                   | Sektor Film                         | Georgi M. Unkovski    | Arif Jakup, Agush Agushev, Dora Akan Zlatanova, Aksel Mehmet, Selpin Kerim, Atila Klince                                                    |
| 28.   | Jó utat, Marie                              | On ira                     | Zinc                                | Enya Baroux           | Hélène Vincent, Pierre Lottin, Juliette Gasquet, David Ayala, Henock Cortes                                                                 |
| 28.   | Rajtakapva                                  | Caught Stealing            | Sony Pictures Releasing             | Darren Aronofsky      | Austin Butler, Regina King, Zoë Kravitz, Matt Smith, Liev Schreiber, Vincent D’Onofrio, Griffin Dunne, Benito A Martínez Ocasio, Carol Kane |
| 28.   | Rózsák háborúja                             | The Roses                  | Searchlight Pictures                | Jay Roach             | Benedict Cumberbatch, Olivia Colman, Andy Samberg, Kate McKinnon, Allison Janney                                                            |

### Szeptember
| Dátum | Magyar cím                                     | Eredeti cím                              | Filmstúdió                         | Rendező                                  | Főszereplők |
| ----- | ---------------------------------------------- | ---------------------------------------- | ---------------------------------- | ---------------------------------------- | --- |
| 4.    | Bonzsúr, Svájc!                                | Bon Schuur Ticino                        | DCM Film Distribution              | Peter Luisi                              | Beat Schlatter, Vincent Kucholl, Catherine Pagani, Silvia Jost, Leonardo Nigro                                                                                     |
| 4.    | Démonok között: Utolsó rítusok                 | The Conjuring: Last Rites                | Warner Bros. Pictures              | Michael Chaves                           | Vera Farmiga, Patrick Wilson, Mia Tomlinson, Ben Hardy, Rebecca Calder                                                                                             |
| 4.    | Lili és a kenguru                              | Kangaroo                                 | StudioCanal                        | Kate Woods                               | Ryan Corr, Lily Whiteley, Deborah Mailman, Rachel House, Rarriwuy Hick, Rick Donald, Brooke Satchwell                                                              |
| 4.    | Nászkáosz                                      | Avec ou sans enfants?                    | KMBO                               | Elsa Blayau                              | Bertrand Usclat, Rayane Bensetti, Tiphaine Daviot, Joséphine Draï, Adèle Galloy                                                                                    |
| 11.   | Demon Slayer: Kimetsu No Yaiba Infinity Castle | Gekijô-ban Kimetsu no Yaiba Mugen Jô-hen | Aniplex                            | Szotozaki Haruo                          | Hanae Nacuki, Kitó Akari, Macuoka Josicugu, Simono Hiro, Szakurai Takahiro, Isida Akira                                                                            |
| 11.   | A hosszú menetelés                             | The Long Walk                            | Lionsgate                          | Francis Lawrence                         | Cooper Hoffman, David Jonsson, Garrett Wareing, Tut Nyuot, Charlie Plummer, Ben Wang, Roman Griffin Davis, Jordan Gonzalez, Josh Hamilton, Judy Greer, Mark Hamill |
| 11.   | Downton Abbey: A nagy finálé                   | Downton Abbey: The Grand Finale          | Focus Features                     | Simon Curtis                             | Hugh Bonneville, Jim Carter, Michelle Dockery, Paul Giamatti, Elizabeth McGovern, Penelope Wilton                                                                  |
| 11.   | Jimmy Jaguár                                   | –                                        | Mozinet                            | Fliegauf Bence                           | Peer Krisztián, Major Erik, Jakab Juli, Balla Eszter, Kizlinger Lilla, Sólyom Alíz                                                                                 |
| 18.   | Fesztiválország                                | –                                        | JUNO11 Pictures                    | Csizmadia Attila, Topolánszky Tamás Yvan | – |
| 18.   | Kiskedvencek elszabadulva                      | Falcon Express                           | France 3 Cinéma                    | Benoît Daffis, Jean-Christian Tassy      | Damien Ferrette, Hervé Jolly, Kaycie Chase, Frantz Confiac, Emmanuel Garijo, Nicolas Marié, Sébastien Desjours, Stéphane Ronchewski                                |
| 18.   | Mágikus, merész, meseszép utazás               | A Big Bold Beautiful Journey             | Sony Pictures Motion Picture Group | Kogonada                                 | Margot Robbie, Colin Farrell, Kevin Kline, Phoebe Waller-Bridge, Lily Rabe                                                                                         |
| 18.   | Szicíliai levelek                              | Iddu                                     | 01 Distribution                    | Fabio Grassadonia, Antonio Piazza        | Toni Servillo, Elio Germano, Daniela Marra, Barbora Bobulova, Giuseppe Tantillo, Fausto Russo Alesi, Antonia Truppo                                                |
| 25.   | Bocsánat, bébi                                 | Sorry, Baby                              | A24                                | Eva Victor                               | Eva Victor, Naomi Ackie, Louis Cancelmi, Kelly McCormack, Hettienne Park, E. R. Fightmaster, Lucas Hedges, John Carroll Lynch                                      |
| 25.   | Egyik csata a másik után                       | One Battle After Another                 | Warner Bros. Pictures              | Paul Thomas Anderson                     | Leonardo DiCaprio, Sean Penn, Benicio del Toro, Regina Hall, Teyana Taylor, Chase Infiniti                                                                         |
| 25.   | Hívatlanok – Második fejezet                   | The Strangers: Chapter 2                 | Lionsgate Films                    | Renny Harlin                             | Madelaine Petsch, Gabriel Basso, Ema Horvath |

## Díjak, fesztiválok
- 97. Oscar-gála

legjobb film: Anora
legjobb nemzetközi játékfilm: Én még itt vagyok!
legjobb rendező: Sean Baker – Anora
legjobb női főszereplő: Mikey Madison – Anora
legjobb férfi főszereplő: Adrien Brody – A brutalista
legjobb női mellékszereplő: Zoë Saldana – Emilia Pérez
legjobb férfi mellékszereplő: Kieran Culkin – Rokonszenvedés
- 82. Golden Globe-gála

Mozifilmek
legjobb drámai film: A brutalista
legjobb komédia vagy musical: Emilia Pérez
legjobb idegen nyelvű film: Emilia Pérez
legjobb rendező: Brady Corbet – A brutalista
legjobb színésznő (dráma): Fernanda Torres – Én még itt vagyok!
legjobb férfi színész (dráma): Adrien Brody – A brutalista
legjobb színésznő (komédia vagy musical): Demi Moore – A szer
legjobb férfi színész (komédia vagy musical): Sebastian Stan – A Different Man
Televíziós alkotások
legjobb drámasorozat: A sógun
legjobb musical- vagy vígjátéksorozat: Hacks – A pénz beszél
legjobb minisorozat, antológiasorozat vagy tévéfilm: Szarvasbébi
legjobb férfi főszereplő (drámasorozat): Szanada Hirojuki – A sógun
legjobb női főszereplő (drámasorozat): Anna Sawai – A sógun
legjobb férfi főszereplő (musical- vagy vígjátéksorozat): Jeremy Allen White – A mackó
legjobb női főszereplő (musical- vagy vígjátéksorozat): Jean Smart – Hacks – A pénz beszél
legjobb férfi főszereplő (minisorozat vagy tévéfilm): Colin Farrell – Pingvin
legjobb női főszereplő (minisorozat vagy tévéfilm): Jodie Foster – True Detective – A törvény nevében
- 50. César-gála

legjobb film: Emilia Pérez
legjobb külföldi film: Érdekvédelmi terület
legjobb rendező: Jacques Audiard – Emilia Pérez
legjobb színésznő: Hafsia Herzi – Borgo
legjobb színész: Karim Leklou – Le Roman de Jim
- 78. BAFTA-gála

legjobb film: Konklávé
legjobb brit film: Konklávé
legjobb nem angol nyelvű film: Emilia Pérez
legjobb rendező: Brady Corbet – A brutalista
legjobb női főszereplő: Mikey Madison – Anora
legjobb férfi főszereplő: Adrien Brody – A brutalista
- 45. Arany Málna-gála

legrosszabb film: Madame Web
legrosszabb remake: Joker: Kétszemélyes téboly
legrosszabb rendező: Francis Ford Coppola – Megalopolisz
legrosszabb női főszereplő: Dakota Johnson – Madame Web
legrosszabb férfi főszereplő: Jerry Seinfeld – Cukormáz nélkül
- 78. Cannes-i Fesztivál
- 75. Berlini Nemzetközi Filmfesztivál

Arany Medve: Oslo Stories: Träume
Ezüst Medve – a zsűri nagydíja: O último azul
Ezüst Medve – a zsűri díja: El mensaje
Ezüst Medve – legjobb rendező Huo Meng (霍猛, Huò Měng) – Living the Land (Senghszi zsi di (生息之地, Shēngxī zhī dì))
Ezüst Medve – legjobb főszereplő: Rose Byrne – If I Had Legs I’d Kick You
Ezüst Medve – legjobb mellékszereplő: Andrew Scott – Blue Moon

## Halálozások
- január 2. Jytte Abildstrøm – dán színésznő
- január 3. Jeff Baena – amerikai filmrendező, forgatókönyvíró
- január 4. Emilio Echevarría – mexikói színész
- január 9.
  - Otto Schenk – osztrák színész
  - Jorge Luis Sánchez – kubai filmrendező
  - Bill Byrge – amerikai színész
- január 12.
  - Claude Jarman Jr. – amerikai színész
  - Leslie Charleson – amerikai színésznő
- január 13. Békés Itala – Kossuth-díjas színésznő
- január 14. Tony Slattery – angol színész
- január 15.
  - David Lynch – amerikai filmrendező, producer
  - Jeannot Szwarc – francia filmrendező
- január 16.
  - Orosz György – Jászai Mari-díjas rendező
  - Joan Plowright – Golden Globe- és Tony-díjas angol színésznő
- január 19. Tresz Zsuzsanna – Jászai Mari-díjas bábművész
- január 20. Bertrand Blier – César-díjas francia filmrendező, színész, forgatókönyvíró
- január 24. Lukáts Andor – Kossuth-díjas színész
- január 28. Horst Janson – német színész
- január 30. Marianne Faithfull – angol színésznő
- február 1. Krasznai Paula – erdélyi magyar színésznő
- február 2. Barbie Hsu – tajvani színésznő
- február 7.
  - Tony Roberts – amerikai színész
  - Bruce French – amerikai színész
- február 8. Bob Bingham – amerikai színész
- február 9. Oleg Sztrizsenov – orosz színész
- február 10. Peter Tuiasosopo – amerikai színész
- február 14.
  - Geneviève Page – francia színésznő
  - Carlos Diegues – brazil filmrendező
  - Csombor Teréz – Aase-díjas színésznő
- február 16.
  - Yolanda Montes – mexikói-amerikai színésznő
  - Kim Szeron – dél-koreai színésznő
  - Julian Holloway – angol színész
- február 17. Gene Hackman – Oscar-díjas amerikai színész
- február 19. Jean Sarrus – francia színész
- február 20. Peter Jason – amerikai színész
- február 21.
  - Harkányi Endre – Kossuth- és Jászai Mari-díjas színész
  - Voletta Wallace – amerikai filmproducer
- február 26.
  - Michelle Trachtenberg – amerikai színésznő
  - Mécs Károly – Kossuth-díjas színész, rendező, a nemzet művésze
  - Lukács Lóránt – Balázs Béla-díjas operatőr, filmrendező
- március 1.
  - Angie Stone – amerikai színésznő
  - Elvi Hale – brit színésznő
- március 3. Craig Richard Nelson – amerikai színész
- március 5. Pamela Bach – amerikai színésznő
- március 6. Sopsits Árpád – Balázs Béla-díjas filmrendező, forgatókönyvíró
- március 9. Simon Fisher-Becker – brit színész
- március 10. Stanley R. Jaffe – Oscar-díjas amerikai filmproducer
- március 13. Maria Grazia Spina – olasz színésznő
- március 16.
  - Rob de Nijs – holland színész
  - Émilie Dequenne – belga színésznő
- március 18. Nadia Cassini – amerikai-olasz színésznő
- március 20.
  - Vagyim Zsuk – orosz színész
  - Balázs Éva – erdélyi magyar színésznő
- március 21.
  - Štefan Kvietik – szlovák színész
  - Filiz Akın – török színésznő
- március 22.
  - Rolf Schimpf – német színész
  - Larisza Golubkina – szovjet-orosz színésznő
- március 23. Gianfranco Barra – olasz színész
- március 29.
  - Miske László – Jászai Mari-díjas színész
  - Richard Chamberlain – Golden Globe-díjas amerikai színész
  - Ángel del Pozo – spanyol színész
- március 30. Lee Montague – angol színész
- március 31.
  - Patty Maloney – amerikai színésznő
  - Yves Boisset – francia filmrendező, forgatókönyvíró
  - Sian Barbara Allen – amerikai színésznő
- április 1. Val Kilmer – amerikai színész
- április 2. Alois Švehlík – cseh színész
- április 6. Jay North – amerikai színész
- április 8. Nicky Katt – amerikai színész
- április 9. Mel Novak – amerikai színész
- április 10. Ted Kotcheff – kanadai filmrendező
- április 13. Jean Marsh – angol színésznő
- április 18.
  - Szőnyi Júlia – romániai magyar színésznő
  - Damien Thomas – angol színész
- április 21. Gerard Kennedy – ausztrál színész
- április 22. Lar Park Lincoln – amerikai színésznő
- április 25. Galkó Balázs – színész
- április 27.
  - Bicskei István – Aase-díjas vajdasági magyar színész
  - Cora Sue Collins – amerikai gyerekszínész
- április 28. Priscilla Pointer – amerikai színésznő
- május 1.
  - Ruth Buzzi – amerikai Golden Globe-díjas amerikai színésznő
  - Charley Scalies – amerikai színész
- május 4. Gajdos József – musicalszínész
- május 5. Joan O’Brien – amerikai színésznő
- május 6. James Foley – amerikai filmrendező
- május 7. Joe Don Baker – amerikai színész
- május 11. Robert Benton – Oscar-díjas amerikai filmrendező, forgatókönyvíró
- május 17. Franco Merli – olasz színés
- május 20. George Wendt – amerikai színész
- május 30.
  - Loretta Swit – Emmy-díjas amerikai színésznő
  - Valerie Mahaffey – Emmy-díjas amerikai színésznő
- június 1. Jonathan Joss – amerikai színész
- június 8.
  - Almássy Gizi – színésznő
  - Ewa Dałkowska – lengyel színésznő
- június 18. Székely Ferenc – erdélyi magyar színész
- június 20. Karczag Ferenc – Jászai Mari-díjas színész
- június 21. Kóródy Ildikó – Balázs Béla-díjas forgatókönyvíró
- június 23. Lea Massari – olasz színésznő
- június 28. Turcsányi Erzsébet – Jászai Mari-díjas bábművész, színésznő
- június 30. Grunwalsky Ferenc – Kossuth-díjas filmrendező, operatőr, forgatókönyvíró
- július 2. Julian McMahon – ausztrál színész
- július 3. Michael Madsen – amerikai színész